# Pingsheimer Friede

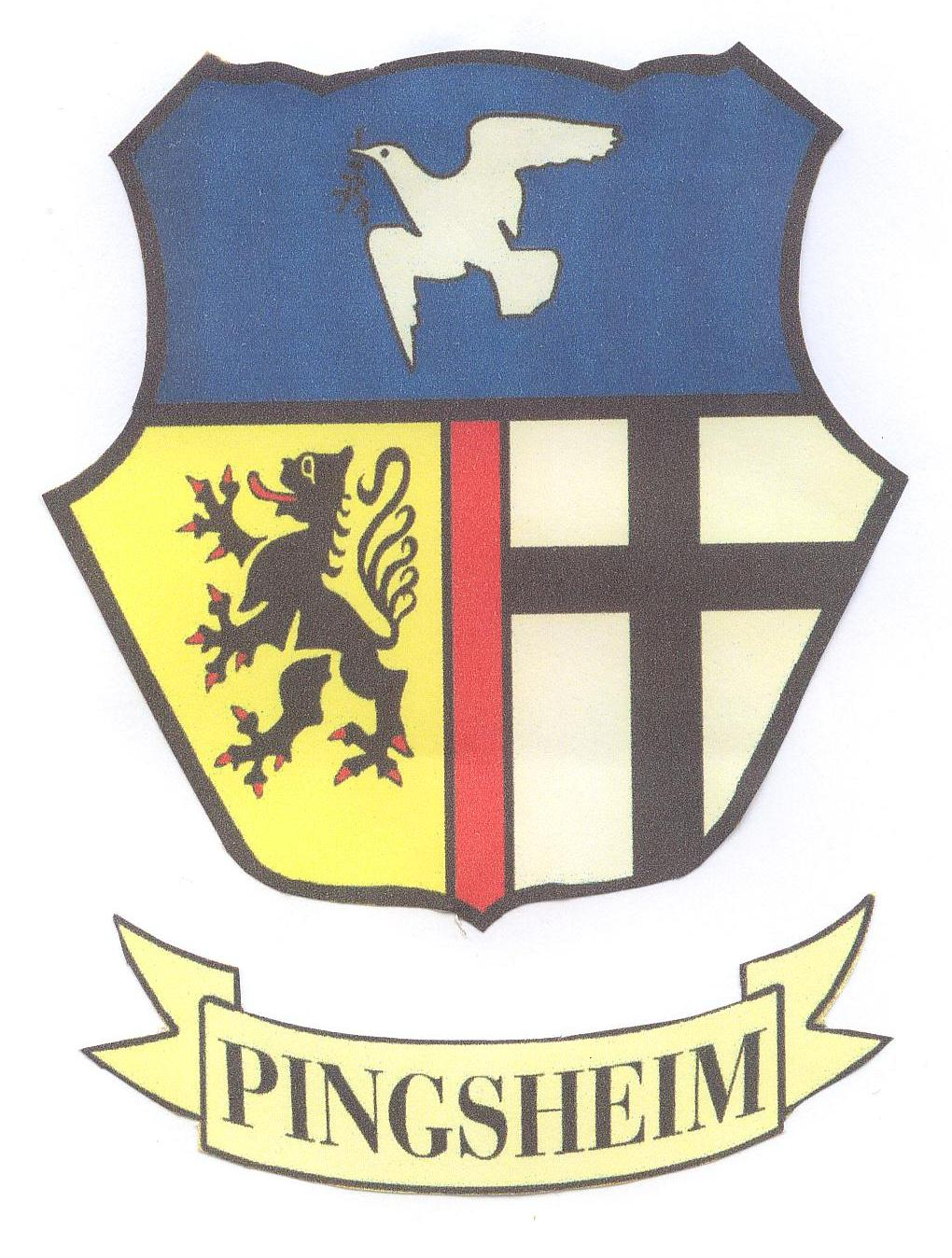
Das Pingsheimer Wappen

Der Pingsheimer Friede wurde am 14. Oktober 1279 zwischen dem Erzbischof von Köln, Siegfried von Westerburg, und dem Haus Jülich in Pingsheim bei Nörvenich geschlossen.

## Allgemeines
Da in dieser Zeit Handel und Gewerbe durch Raub, Gefangennahme, Wucher, Erpressung und Falschmünzerei empfindlich gelitten hatten, ging dem Frieden von Pingsheim ein Landfriedensbund am 28. August 1279 voraus, an dem sich die bedeutenden Landesherren zwischen Rhein und Dender beteiligten.

## Inhalt des Friedensvertrages
Der Friede zu Pingsheim beinhaltet die Sühne, die Gräfin Ricarda von Jülich und ihre Söhne Walram, Propst zu Aachen, Otto, Propst zu Maastricht und Gerhard unter Vermittlung des Grafen von Sayn mit dem Kölner Erzbischof Siegfried von Westerburg:
- Der Erzbischof erhält die Vogtei der Stadt Zülpich zurück.
- Dazu bekommt er alle Zinsen und Rechte in Zülpich, die von der Palenz herrühren.
- Die Jülicher behalten das Patronat der Zülpicher Marienkirche.
- Dem Erzbischof steht es frei, die Burg in Zülpich auszubauen und die Stadt zu befestigen.
- Die Jülicher geben die Burg Liedberg zurück.
- Der Neubau von Kaster wird erlaubt.
- Die Höfe Rudine (Rödingen bei Titz) und Petternich, die Erzbischof Philipp verpfändet hatte, weil sie ihm die Burg Nideggen zu Lehen aufgetragen hatten, verbleiben für 1600 Mark Kölner Währung in ihrem Pfandbesitz und Nideggen behalten sie wie bisher von Kurköln zu Lehen.

## Vertragsort
In Pingsheim trennte die in Nord-Süd-Richtung verlaufende Dorfstraße (heute: Alfons-Keever-Straße) die Ansiedlung in einen östlichen zum Erzbistum Köln gehörenden und in einen westlichen zur Grafschaft Jülich gehörenden Teil. Die Unterzeichnung der Sühne soll in der St. Martinus-Kirche zu Pingsheim stattgefunden haben. Die beiden Parteien trafen sich also an der Grenze ihrer Territorien. Dies kann auch als Hinweis darauf verstanden werden, dass Erzbischof Siegfried von Westerburg nicht die Absicht hatte, alte Jülicher Gebiete, die nicht Streitpunkt der jahrelangen Auseinandersetzungen gewesen waren, anzutasten.

## Das Pingsheimer Wappen
An den Pingsheimer Frieden erinnert das vor wenigen Jahren geschaffene Wappen. Auf der einen Seite steht der Jülicher Löwe, auf der anderen das Kreuz des Erzbistums Köln. Beide Seiten sind durch das rote Band (Dorfstraße) getrennt.  Über Jülich und Köln fliegt die Friedenstaube.